# Herotyda minuta
Herotyda minuta är en fjärilsart som beskrevs av Józef Razowski 1966. Herotyda minuta ingår i släktet Herotyda och familjen vecklare. Inga underarter finns listade i Catalogue of Life.